# Championnats de Tunisie d'athlétisme 1970
Navigation
1969 1971
Les championnats de Tunisie d'athlétisme 1970 sont une compétition tunisienne d'athlétisme se disputant en 1970.
Cette édition est marquée par la participation de l'élite de l'athlétisme qui confirme sa valeur avec un doublé de Mohammed Gammoudi et des titres pour Abdelkader Zaddem, Mansour Guettaya et Ayachi Labidi.
Au niveau des clubs, le Club africain (onze titres) conserve sa position devant la Zitouna Sports (six titres).

## Palmarès
| Discipline            | Hommes             | Hommes        | Femmes           | Femmes       |
| --------------------- | ------------------ | ------------- | ---------------- | ------------ |
| 100 m                 | Mohamed Belkhodja  | 11 s          | Lilia Attia      | 13 s         |
| 200 m                 | Hamouda El Fray    | 22 s 1        | Lilia Attia      | 27 s 2       |
| 400 m                 | Hassen Bergaoui    | 49 s 3        | Fatma Ben Hdar   | 1 min 2 s 6  |
| 800 m                 | Mansour Guettaya   | 1 min 50 s 9  |                  |              |
| 1 500 m               | Mohammed Gammoudi  | 3 min 46 s 6  | Neila Abassi     | 5 min 16 s 6 |
| 5 000 m               | Mohammed Gammoudi  | 14 min 21 s 6 |                  |              |
| 10 000 m              | Abdelkader Zaddem  | 30 min 32 s 2 | -                | -            |
| 100 m haies           |                    |               | Lilia Attia      | 16 s 4       |
| 110 m haies           | Moncef Belkacem    | 15 s 6        |                  |              |
| 400 m haies           | Sadok Cherif       | 55 s 9        |                  |              |
| 3 000 m steeple       | Ayachi Labidi      | 9 min 1 s 8   |                  |              |
| Relais 4 × 100 mètres | Zitouna Sports     | 44 s 1        |                  |              |
| Relais 4 × 400 mètres | Titre non attribué |               |                  |              |
| Saut en longueur      | Mohamed Belkhodja  | 6,53 m        | Souad Hamza      | 4,85 m       |
| Triple saut           | Mokhtar Feriani    | 13,91 m       |                  |              |
| Saut en hauteur       | Taoufik Chaouach   | 1,85 m        | Non disputé      |              |
| Saut à la perche      | Abada Alouini      | 3,50 m        |                  |              |
| Lancer du poids       | Ridha Farhat       | 12,95 m       | Beya Bouabdallah | 10,55 m      |
| Lancer du disque      | Abdessalem Tabaa   | 38,98 m       | Beya Bouabdallah | 27,56 m      |
| Lancer du marteau     | Larbi Saïdi        | 45,02 m       | -                | -            |
| Lancer du javelot     | Youssef Gouider    | 60,56 m       | Najet Ben Mrad   | 31,92 m      |
| 20 km marche          |                    |               |                  |              |
| Décathlon             |                    |               |                  |              |
| Heptathlon            |                    |               |                  |              |
| Marathon              |                    |               |                  |              |